# Skördemånad (film)
Skördemånad (finska: Elokuu) är en finsk dramafilm från 1956 i regi av Matti Kassila, med Toivo Mäkelä, Emma Väänänen, Rauni Luoma och Aino-Maija Tikkanen i huvudrollerna. Den handlar om en misslyckad, alkoholiserad dramatiker som arbetar som kanalvakt på den finländska landsbygden, där han får besök av en kvinna från sitt förflutna. Filmen bygger på romanen Skördemånad av Frans Eemil Sillanpää. Den hade en produktionskostnad på 14 373 238 mark.
Filmen gick upp på bio i Finland 5 oktober 1956. Den ursprungliga finlandssvenska titeln var Augusti, men vid TV-visningar och vid utgivning på hemvideo har filmen hetat Skördemånad i både Finland och Sverige. Filmen visades i huvudtävlan vid filmfestivalen i Cannes 1957. Den fick Jussistatyetten för bästa regi, produktion, kvinnliga huvudroll (Väänänen), kvinnliga biroll (Senni Nieminen), foto och musik.
Filmen är inspelad vid Murole kanal i Ruovesi.

## Medverkande
- Toivo Mäkelä som Viktor Sundvall
- Emma Väänänen som Saimi Sundvall
- Rauni Luoma som Maija Länsilehto
- Aino-Maija Tikkanen som Tyyne Sundvall
- Rauni Ikäheimo som Iita
- Senni Nieminen som Hanna Nieminen
- Heikki Savolainen som Mauno Viljanen
- Tauno Kajander som Taave
- Sylvi Salonen som skådespelerska
- Topi Kankainen som Alpertti